# Tripolium
Tripolium Ness – rodzaj roślin nasiennych z rodziny astrowatych. Często uznawany jest za takson monotypowy z jednym gatunkiem – astrem solnym T. pannonicum. Gatunek ten występuje niemal w całej Europie, w północnej Afryce i w Azji (brak go w strefie tropikalnej tego kontynentu), poza tym jest szeroko rozprzestrzeniony jako gatunek introdukowany. Poza nim w 2005 roku opisano jeszcze jeden gatunek – T. sorrentinoi będący endemitem Sycylii. Aster solny (zwany tak, ponieważ do końca XX wieku gatunek zaliczany był do rodzaju aster Aster) występuje także w Polsce. Jest halofitem.

## Morfologia
PokrójRoślina zielna (dwuletnia lub krótkotrwała bylina) z kłączem. Pęd nagi, nieco mięsisty.
LiścieNieco gruboszowate, lancetowate, dolne ogonkowe, górne siedzące.
KwiatyZebrane w koszyczki, a te z kolei zwykle w liczbie 5–20 tworzą baldachogroniaste kwiatostany złożone, czasem z rozgałęziającymi się szypułami. Okrywy koszyczków są dzwonkowate, ich listki wyrastają zwykle w 2–3 rzędach, mają kształt od lancetowatego do zaokrąglonego. Zewnętrzne w koszyczku kwiaty języczkowe występują w liczbie 10–30 (rzadko są silnie zredukowane i brak ich zupełnie), mają kolor od fioletowego do białego. Wewnątrz koszyczka występują żółte kwiaty rurkowate, kształtu walcowatego do lejkowatego, z łatkami lancetowatymi.
OwoceNiełupki z ośćmi puchu kielichowego osiągającymi do 11–12 mm długości.

## Systematyka
Rodzaj Tripolium należy do podplemienia Asterinae plemienia Astereae podrodziny Asteroideae w obrębie rodziny astrowatych Asteraceae.
Rośliny tu zaliczane były włączane do rodzaju aster Aster w jego tradycyjnym, szerokim ujęciu (dominującym do lat 90. XX wieku). Podobieństwo morfologiczne okazało się jednak mylące ponieważ spowodowało skupienie w jednym rodzaju gatunków często odlegle spokrewnionych. Rodzaj Tripolium okazał się być siostrzanym dla rodzajów Galatella–Crinitina, często łączonych w jeden rodzaj Galatella liczący 31 gatunków (w tym ożotę zwyczajną G. linosyris). Cała ta grupa jest siostrzana względem podplemienia Bellidinae (obejmującego m.in. rodzaj stokrotka Bellis). Z kolei siostrzane dla kladu obejmującego grupę Tripolium-Galatella-Bellidinae są rodzaje Chamaegeron i Lachnophyllum. Cała ta grupa jest częścią gradu obejmującego Astereae z południowej półkuli (m.in. Olearia), klad z rodzajami głównie północnoamerykańskimi (np. nawłoć Solidago, konyza Conyza, przymiotno Erigeron i spokrewnione z nimi rodzaje wyodrębnione z dawnego rodzaju Aster, takie jak np. Symphyotrichum czy Eurybia) i w końcu grupę identyfikowaną jako rodzaj aster Aster w wąskim ujęciu. 
Wykaz gatunków:
- Tripolium pannonicum (Jacq.) Dobrocz. (syn.: Aster tripolium L.) – aster solny
- Tripolium sorrentinoi (Tod.) Raimondo & Greuter